# Sonderhofen
Sonderhofen là một đô thị tại huyện Würzburg bang Bayern, Đức.